# Daley (Musiker)

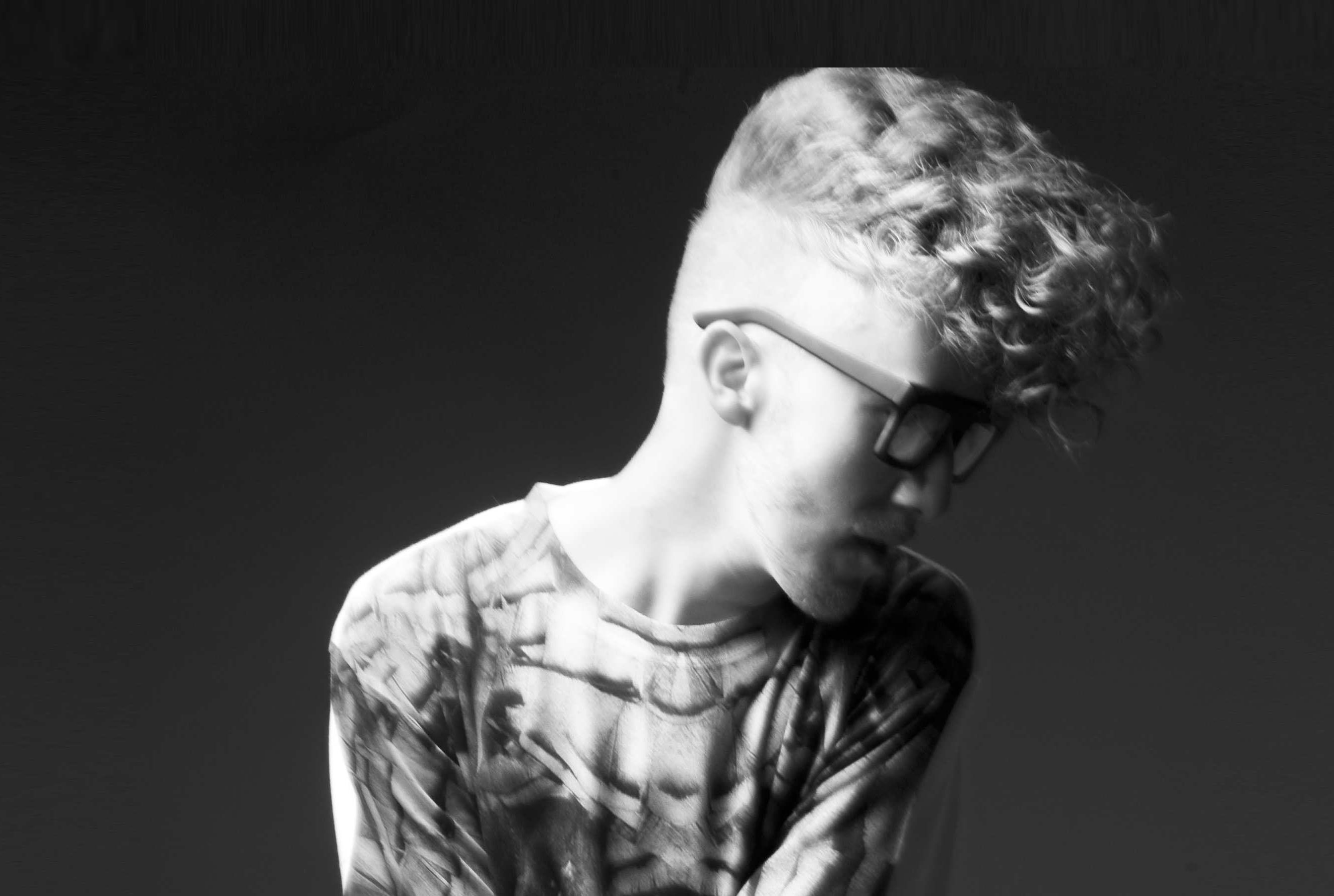
Daley (2011)

Daley [ˈdeɪˈli] (* 29. September 1989 in Manchester; vollständiger Name Gareth Daley) ist ein britischer R&B-Musiker. Bekannt wurde er 2010 durch den Song Doncamatic zusammen mit den Gorillaz, der ihm danach auch einige eigene Erfolge in Großbritannien und den USA brachte.

## Biografie
Gareth Daley machte erstmals 2010 auf sich aufmerksam mit dem Song Rainy Day, der es in die Playlisten der Radiostationen schaffte. Albarn und Hewlett von den Gorillaz wurden auf ihn aufmerksam und gemeinsam schrieben sie den Song Doncamatic (All Played Out). Das Lied wurde der einzige Top-40-Hit des Projekts in den britischen Charts in den 2010er Jahren. Der Erfolg beförderte auch seine eigene Karriere. Bei der Sound-of-2011-Umfrage der British Broadcasting Corporation kam er unter die 10 Nominierten. Mit dem ebenfalls nominierten Rapper Wretch 32 veröffentlichte er die Single Long Way Home und Jessie J, die bei der Umfrage Platz 1 belegte, nahm er 2012 Remember Me auf und hatte einen zweiten Top-40-Hit.
Zuvor schon hatte er mit Marsha Ambrosius den Song Alone Together aufgenommen, der ihm zu einem Plattenvertrag beim US-Label Universal Republic verhalf. Der Song wurde in den Vereinigten Staaten veröffentlicht und wurde ein kleinerer Hit in den R&B-Charts. Nach mehreren Single- und EP-Veröffentlichungen, die Daley in den USA in die R&B-Auswertungen und in die Heatseekers Charts brachten, folgte 2014 schließlich sein Debütalbum Days + Nights, mit dem er sich in den offiziellen US-Albumcharts platzieren konnte.
Danach wurde es ruhiger um den englischen Musiker. Erst 2017 gab es eine weitere erfolgreiche Singleveröffentlichung mit Until the Pain Is Gone, ein Duett mit US-Sängerin Jill Scott, das immerhin ein kleinerer Radiohit war. Das folgende Album The Spectrum schaffte es allerdings nicht noch einmal in die offiziellen Charts, sondern platzierte sich nur in den Indie-Charts auf Nummer 13.

## Diskografie

### Studioalben
- 2014: Days + Nights
- 2017: The Spectrum

### EPs
- 2011: Those Who Wait
- 2012: Alone Together
- 2013: Songs That Remind Me of You

### Singles
- 2010: Rainy Day
- 2010: Doncamatic (Gorillaz feat. Daley)
- 2011: Those Who Wait
- 2011: Long Way Home (Wretch 32 feat. Daley)
- 2012: Alone Together (feat. Marsha Ambrosius)
- 2012: Remember Me (feat. Jessie J)
- 2013: Broken
- 2013: Look Up
- 2014: Time Travel
- 2017: Until the Pain Is Gone (feat. Jill Scott)
- 2017: Sympathy (feat. Swindle)
- 2020: Try (The Line)